# Igúzquiza
Igúzquiza è un comune spagnolo di 346 abitanti situato nella comunità autonoma della Navarra.